# Gaspard de Vento
Gaspard de Vento des Pennes dit le « marquis des Pennes », mort le 16 août 1705 ou en 1711, est un officier de marine et gentilhomme français des XVIIe et XVIIIe siècles. Il est chef d'escadre des galères en 1701.

## Biographie

### Origines et famille
Gaspard de Vento descend de la Maison de Vento, établie en Provence. Artefeuil mentionne cette famille, qu'il dit originaire de Gènes, depuis Simon Vento, citoyen de Gènes, l'an 1100, envoyé en qualité d'ambassadeur vers Philippe Ier. Toutefois on n'en a la filiation que depuis Parceval Vento, que la Critique du Nobiliaire de Provence dit originaire de Marseille. Ce dernier est assez riche par son négoce, pour prêter diverses sommes d'argent au roi René. Cette famille a donné un ambassadeur auprès de la Sublime Porte, à la fin du XVIe siècle ; deux chefs d'escadre et plusieurs capitaines de vaisseaux à la Marine royale, et plusieurs chevaliers de Saint-Louis. La seigneurie de Pennes, acquise par Charles de Vento, viguier de Marseille, en 1534, est érigée en marquisat, par lettres du mois de mars 1682, en faveur de Nicolas de Vento. 
Il est le troisième fils de Marc-Antoine de Vento, marquis des Pennes et seigneur de Peiruis, et de Renée de Forbin. Ses parents se marient en 1632. Son grand-père maternel est Gaspard de Forbin, marquis de Janson, et son père est nommé premier consul de Marseille en 1643. Son petit-neveu, Henri de Vento (1664-1738) servira lui aussi dans le corps des galères, et parviendra également au grade de chef d'escadre en 1736.

### Carrière militaire
Il entre dans la Marine royale et est promu lieutenant de vaisseau à Toulon en 1666. Il fait ses caravanes à Malte en 1670 mais la présence à Malte étant de cinq ans pour être chevalier, il ne présentera pas ses vœuxcar l'année suivante, il rentre en France et réintègre la Marine royale, au sein du corps des galères. Promu capitaine des galères en 1671, il se distingue dans la Marine du roi et est fait chef d'escadre des galères en 1699 ou en 1701, au début de la guerre de Succession d'Espagne. 
L'année suivante, à la tête de trois galères, il défend le fort de Matagorda près de Cadix. Il canonne avec un succès extraordinaire les retranchements ennemis et, malgré leur feu continu et celui de l'escadre anglaise qui les soutenait, il les en chasse, sauve le fort, la ville de Cadix et peut-être toute l'Espagne que la prise de cette place-forte et la descente des Anglais à laquelle il s'oppose aussi auraient ouverte au parti de l'archiduc Charles. Le ministre de la Marine au nom et de la part du Roi lui écrit plusieurs lettres qui ne laissent aucun doute sur le mérite de cette action. Gaspard de Vento se distingue dans plusieurs autres occasions et notamment au combat de Málaga le 24 août 1704.

### Sources et bibliographie
- Artefeuil, Histoire héroïque et universelle de la noblesse de Provence, vol. 2, la veuve Girard; se vend chez F. Seguin, 1776, [lire en ligne], p. 489

- Alain Blondy, L'ordre de Malte au XVIIIe siècle, des dernières splendeurs à la ruine, Bouchène, 2002
- Mercure de France, Paris, 1736, [lire en ligne], p. 227
- Michel Vergé-Franceschi, Les officiers généraux de la marine royale : 1715-1774, Librairie de l'Inde, 1990, 3008 pages, [lire en ligne] p. 708